# Rock’n Coke Konseri
Rock’n Coke Konseri – druga koncertowa płyta grupy Duman.
Album został wydany w 2008 roku przez wytwórnię płytową NR1 Müzik. Wydanie składa się z nagrania audio i relacji video z koncertu Duman na festiwalu Rock'n Coke w Stambule, który odbył się 2 września 2006 roku.

## Lista utworów

### CD + DVD
1. Sadece Koklayacaktım
2. Özgürlüğün Ülkesi
3. Yürekten
4. Aman Aman
5. Belki Alışman Lazım
6. Seni Kendime Sakladım
7. En Güzel Günüm Gecem
8. Yanıbaşımdan
9. Bu Akşam
10. Köprüaltı
11. Geçmiş Olsun